# Slovenska pomlad
Slovenska pomlad je obdobje v slovenski zgodovini med letoma 1987 in 1990.
V teh letih je slovenska politika odpravila enostrankarski sistem, izpeljala prve demokratične, večstrankarske volitve po drugi svetovni vojni. Na volitvah 8. aprila 1990 je zmagala koalicija DEMOS, na prvih predsedniških volitvah pa je zmagal kandidat Milan Kučan. Decembra 1990 pa so Slovenci na plebiscitu o samostojnosti Slovenije izrazili željo po samostojni državi. Prvo demokratično vlado po uvedbi večstrankarskega sistema je sestavil Lojze Peterle. Strmoglavljen je bil star socialistični izvršni svet. 27. septembra 1989 je Skupščina Socialistične republike Slovenije sprejela ustavne amandmaje in spremenila republiško ustavo Socialistične republike Slovenije tako, da je ponovno uvedla parlamentarno demokracijo, takrat je bila himna Naprej zastava slave nadomeščena z Zdravljico. Leta 1987 je bila prvič na glas izražena želja Slovencev po samostojni državi. 30. maja 1988 je zvezna vlada SFRJ izvedla aretacijo Janeza Janše zaradi izdaje vojaške skrivnosti JLA in zaradi politične afere proces proti četverici. 8. marca 1990 se je Socialistična republika Slovenija preimenovala v Republiko Slovenijo.